# Диван живот
Диван живот (енгл. It's a Wonderful Life) је амерички филм из 1946. године, који је заснован на краткој причи Највећи дар Филипа ван Дорена Стерна.
Филм је имао лош почетак када је стигао у биоскопе због велике суме новца која је уложена у њега, као и због велике конкуренције. Ипак данас се сматра култним филмом.
Диван живот је номинован за пет Оскара али није освојио ниједну награду. Режисер Френк Капра је изјавио да му је ово најомиљенији филм на коме је радио и да га је приказивао својој породици сваког Божића.

## Радња
На Бадње вече 1945. године у Бедфорд Фолсу, 38-годишњи Џорџ Бејли размишља о самоубиству. Молитве његове породице и пријатеља допиру до неба, где је анђео 2. класе, Кларенс Одбоди, додељен да спаси Џорџа како би стекао своја крила. Кларенсу су приказане сцене из Џорџовог живота. Он гледа како 12-годишњи Џорџ спашава свог брата Харија од утапања; услед чега Џорџ губи слух у левом уху. Касније, Џорџ спречава избезумљеног градског апотекара, господина Гауера, да случајно стави отров уместо дечијих лекова.
1928. године, Џорџ планира светску турнеју пре колеџа и поново се сусреће са Мери Хач, која је одувек била заљубљена у њега. Привлачност постаје обострана на њеном средњошколском плесу. Када његов отац претрпи мождани удар и умре, Џорџ одлаже путовање како би средио породични посао, штедионицу која финансира хипотеке и градњу, који похлепни члан одбора, Хенри Ф. Потер, који контролише већину градских предузећа, покушава да распусти. Остали чланови одбора гласају да штедионица остане отворена ако ће је Џорџ водити. Џорџ пристаје и ради заједно са својим расејаним ујаком Билијем и предаје своју школарину Харију, уз договор да ће Хари водити посао кад дипломира.
Хари се са колеџа враћа ожењен и са одличном понудом за посао свог таста. Џорџ је утучен, али не стоји на Харијевом путу и наставља да води штедионицу. Одмах након венчања, Џорџ и Мери постају сведоци банкарске кризе и користе уштеђевину за медени месец од 2.000 долара како би штедионица остала солвентна.
Под Џорџовим вођством, компанија на крају оснива Бејли Парк, модеран стамбени комплекс као конкуренцију Потеровим прескупим сиромашним четвртима. Потер нуди Џорџу 20.000 долара годишње да буде његов помоћник, али, схватајући да је Потерова права намера да угаси штедионицу, Џорџ одбија и замера му.
Током Другог светског рата, Џорџ не испуњава услове за служење војске због свог глувог уха. Хари постаје морнарички пилот и стиче медаљу части због обарања авиона камиказа упућеног за транспорт трупа. На Бадње вече 1945. године, док град припрема херојску добродошлицу за Харија, Били одлази у банку да положи 8.000 долара за штедионицу. Били се подсмева Потеру насловом у новинама о Харију, али случајно умота коверту готовине у Потерове новине и преда је Потеру. Потер проналази коверту, али не говори ништа, док се Били не сећа како је изгубио новац. Када је банкарски испитивач прегледао евиденцију компаније, Џорџ схвата да ће уследити скандал и кривичне пријаве. Бесплодно се враћајући Билијевим корацима, Џорџ га грди и избацује своје фрустрације над породицом.
Џорџ очајнички апелује на Потера за зајам, нудећи му полису животног осигурања са 500 долара капитала као залог. На основу номиналне вредности полисе од 15.000 долара, Потер каже да Џорџ вреди више мртав него жив и зове полицији да га ухапси због проневере. Џорџ бежи, опија се у бару и узалуд се моли за помоћ. Одлази до оближњег моста намеравајући да изврши самоубиство, али пре него што успе да скочи, појављује се Кларенс и скаче у реку. Џорџ зарања и спашава га, након чега се они суше у наплатној кућици.
Када Џорџ пожели да се никада није родио, Кларенс му показује временску линију у којој никада није постојао. Бедфорд Фолс је сада Потерсвил, неукусан град који заузимају неуредна места за забаву, криминал и неморални људи. Животи које се Џорџ дотакао су веома различити. Апотекар, господин Гауер, ухапшен је због нехотичног убиства, јер Џорџа није било у близини да би га спречио да замени таблете за отров. Џорџова мајка га не познаје и открива да је Били институционализован након што је штедионица пропала. Бејли Парк је гробље, на којем Џорџ открива гроб младог Харија. Пошто Џорџ није спасио Харија, Хари није био ту да спаси војнике на транспортном броду. Џорџ је открио да је Мери неудата библиотекарка. Кад он тврди да јој је муж, она вришти за полицијом и Џорџ бежи.
Сада уверен да Кларенс говори истину, Џорџ трчи натраг до моста и моли за свој живот. Првобитна стварност је обновљена и Џорџ, захвалан за све што је отклонио у прошлости, жури кући чекајући његово хапшење. Мери и Били стижу након окупљања грађана, који донирају више него довољно да покрије несталих 8.000 долара и његов налог за хапшење је поцепан. Хари стиже и наздравља Џорџу као „најбогатијем човеку у граду”. Џорџ добија на поклон од Кларенса, примерак Доживљаја Тома Сојера, уз напомену која подсећа Џорџа да ниједан човек није неуспех који има пријатеље, и захваљује му на крилима. У том тренутку на јелки зазвони звоно. Џорџова најмлађа ћерка Зузу објашњава да то значи да је анђео заслужио своја крила, што означава Кларенсово унапређење.

## Улоге
| Глумац            | Улоге                          |
| ----------------- | ------------------------------ |
| Џејмс Стјуарт     | Џорџ Бејли                     |
| Дона Рид          | Мери Хач                       |
| Лајонел Баримор   | господин Потер                 |
| Томас Мичел       | ујак Били                      |
| Хенри Траверс     | анђео Кларенс Одбоди, АС2      |
| Бјула Бонди       | госпођа Бејли                  |
| Френк Фејлен      | Ерни Бишоп                     |
| Вард Бонд         | Берт                           |
| Глорија Грејам    | Вајолет Бик                    |
| Ејч-Би Ворнер     | господин Гауер                 |
| Тод Карнс         | Хари Бејли                     |
| Самјуел Си Хајндс | Питер Бејли                    |
| Лилијан Рандолф   | Ени                            |
| Мери Трин         | рођак Тили                     |
| Френк Албертсон   | Сам Вејнрајт                   |
| Вирџинија Патон   | Рут Дејкин Бејли               |
| Чарлс Вилијамс    | рођак Јустас                   |
| Вилијам Едмундс   | господин Мартини               |
| Боби Андерсон     | млади Џорџ Бејли               |
| Шелдон Ленард     | бармен Ник                     |
| Чарлс Лејн        | сакупљач пореза                |
| Каролин Грајмс    | Зузу Бејли                     |
| Чарлс Халтон      | Картер (непотписан)            |
| Џозеф Кернс       | анђео Џозеф (глас, непотписан) |
| Џими (гавран)     | гавран ујака Билија            |